# Dirka po Franciji 1996
| Mesto | Ime                | Država   | Ekipa    | Čas         |
| ----- | ------------------ | -------- | -------- | ----------- |
| 1     | Bjarne Riis        | Danska   | Telekom  | 95h 57' 16" |
| 2     | Jan Ullrich        | Nemčija  | Telekom  | 1' 41"      |
| 3     | Richard Virenque   | Francija | Festina  | 4' 37"      |
| 4     | Laurent Dufaux     | Švica    | Festina  | 5' 53"      |
| 5     | Peter Luttenberger | Avstrija | Carrera  | 7' 07"      |
| 6     | Luc Leblanc        | Francija | Polti    | 10' 03"     |
| 7     | Piotr Ugrumov      | Latvija  | Roslotto | 10' 04"     |
| 8     | Fernando Escartín  | Španija  | Kelme    | 10' 26"     |
| 9     | Ábraham Olano      | Španija  | Mapei    | 11' 0"      |
| 10    | Tony Rominger      | Švica    | Mapei    | 11' 53"     |

Dirka po Franciji 1996 je bila 83. dirka po Franciji, ki je potekala leta 1996.

## Pregled
| Kategorije                          | Podatki               |
| ----------------------------------- | --------------------- |
| Začetek-konec                       | Hertogenbosch - Pariz |
| Dolžina (km)                        | 3.907                 |
| Število etap                        | 21                    |
| Povprečna hitrost zmagovalca (km/h) | 39,227                |
| Kolesarjev                          | 189                   |
| Tekmo končalo                       | 129                   |